# Calceolaria aiseniana
Calceolaria aiseniana là một loài thực vật có hoa trong họ Calceolariaceae. Loài này được Ehrh. mô tả khoa học đầu tiên năm 1997.